# Campeonato Mundial de Judo de 1965
El IV Campeonato Mundial de Judo se celebró en Río de Janeiro (Brasil) entre el 14 y el 17 de octubre de 1965 bajo la organización de la Federación Internacional de Judo (IJF) y la Federación Brasilena de Judo. 

## Medallistas

### Masculino
| Evento            | Oro                          | Plata                     | Bronce                                                 |
| ----------------- | ---------------------------- | ------------------------- | ------------------------------------------------------ |
| –68 kg            | Hirofumi Matsuda Japón       | Hiroshi Minatoya Japón    | Park Kil-Soon Corea del Sur Oleg Stepanov URSS         |
| –80 kg            | Isao Okano Japón             | Kinishi Yamanaka Japón    | James Bregman Estados Unidos Kim Eui-Tae Corea del Sur |
| +80 kg            | Anton Geesink · Países Bajos | Mitsuo Matsunaga Japón    | Douglas Rogers · Canadá · Seiji Sakaguchi · Japón      |
| Categoría abierta | Isao Inokuma Japón           | Anzor Kibrotsashvili URSS | Anzor Kiknadze · URSS · Peter Snijders · Países Bajos  |

## Medallero
| Núm. | País           | Oro | Plata | Bronce | Total |
| ---- | -------------- | --- | ----- | ------ | ----- |
| 1    | Japón          | 3   | 3     | 1      | 7     |
| 2    | Países Bajos   | 1   | 0     | 1      | 2     |
| 3    | URSS           | 0   | 1     | 2      | 3     |
| 4    | Corea del Sur  | 0   | 0     | 2      | 2     |
| 5    | Canadá         | 0   | 0     | 1      | 1     |
| 5    | Estados Unidos | 0   | 0     | 1      | 1     |
|      | TOTAL          | 4   | 4     | 8      | 16    |